# Талица (приток Ивкины)

Талица — река в России, протекает в Верхошижемском районе Кировской области. Устье реки находится в 68 км по левому берегу реки Ивкины. Длина реки составляет 14 км.
Исток реки в холмах Вятского Увала в 10 км к юго-востоку от посёлка Верхошижемье. Река течёт на юго-восток, затем на северо-восток. Притоков и населённых пунктов по берегам не имеет. Впадает в Ивкину у деревни Самосуды в 4 км южнее села Среднеивкино (центр Среднеивкинского сельского поселения).

## Данные водного реестра
По данным государственного водного реестра России относится к Камскому бассейновому округу, водохозяйственный участок реки — Вятка от города Киров до города Котельнич, речной подбассейн реки — Вятка. Речной бассейн реки — Кама.
По данным геоинформационной системы водохозяйственного районирования территории РФ, подготовленной Федеральным агентством водных ресурсов:
- Код водного объекта в государственном водном реестре — 10010300312111100034679
- Код по гидрологической изученности (ГИ) — 111103467
- Код бассейна — 10.01.03.003
- Номер тома по ГИ — 11
- Выпуск по ГИ — 1